# ناحية عتبة
ناحية عتبة بن غزوان هي ناحية عراقية كانت ذات مناطق زراعية وبساتين نخيل في جنوب قضاء شط العرب في شرق شط العرب في شرق محافظة البصرة بجنوب العراق متخامة للحدود الإيرانية العراقية، استحدثت في 22 نيسان سنة 1974، مشتملة على 7 مقاطعات، وفيها شطٌّ اسمه شط البوارين ويُسمى أيضاً الشط الصغير متفرع من شط العرب، وفي صَوبي الشط الصغير عدة قرى تابعة لناحية عتبة، منها في الصوب الغربي قرية الطويلة والعجيراوية الاولى والثانية والصالحية، وفي الصوب الشرقي قرية البوارين والسليمانية والدعيجي وكوت سوادي. وفي 1 كانون الثاني سنة 1977 أُحدثت بلدية من الصنف الرابع في ناحية عتبة وجُعلت حدودها نهر حجان من الشمال و500 من الطريق الوسطى إلى الشرق و500 متر من امتداد نهر الدعيجي إلى الجنوب، و500 متر من الطريق الوسطى إلى الغرب، وكان يسكن الناحية مئة ألف حتى شبّت حرب القادسية الثانية بين العراق وإيران في سنة 1980 حتى 1988، حينئذٍ اضطر أهلها إلى النزوح منها إذ صارت ناحيتهم ساحة قتال، وقالت جريدة البصرة الالكترونية في مقالها المنشور سنة 2013 إن ناحية عتبة "أراض شاسعة أهملت وتُركت واندثرت فلم تعد صالحة للاستيطان ..لكنها لا زالت ارض خير ومنبع للثروات فبمجرد تطأ اقدامك هذه الارض تتفجر في مخيلتك آلاف المشاريع منها ما هو استثماري أو سياحي تعيد الحياة الى كل البصرة لا لشط العرب فحسب..واليوم تتعرض ناحية عتبة الى جريمة خطرة وهي تجريف ارضها الزراعية مما سيعقد الوضع ويجعل امر اعادتها او استثمارها امرا صعبا". نقلت جريدة إندبندنت عربية تقديرات لعدد النازحين من الناحية والقرى المتناثرة حولها أنهم "أكثر من ثلاثة آلاف عائلة، معظمهم من قبائل بني تميم وبني كعب وبني عامر وعشائر المطور والعطب والعيدان".

## مقاطعاتها وحدودها
حين استحدثت ناحية عتبة سنة 1974 جُعل مركزها قرية الدعيجي، وذُكرت حينئذٍ مقاطعاتها:
| 1 الطويلة              | مساحتها | سكانها |
| 2 البوارين             |         |        |
| 3 الدعيجي              |         |        |
| 4 السليمانية           |         |        |
| 5 نهر جاسم             |         |        |
| 6 كوت سوادي            |         |        |
| 7 كوت الكوام           |         |        |
| 8 كوت الجوع            |         |        |
| 9 العجيراوية الشمالية  |         |        |
| 10 الصالحية            |         |        |
| 11 العجيراوية الجنوبية |         |        |
| 27 أراضي مزارع الأكوات |         |        |
| 31 كوت هملان           |         |        |
| 32 الشهلة              |         |        |
| 33 البور               |         |        |

### حدود الناحية
يبدأ الحد من نقطة التقاء المقاطعتين 27 و26 بالحدود العراقية الايرانية ثم يتجه نحو الغرب نعقباً الحدود الشمالية للمقاطعة 27 حتى يلتقي بنقطة التقاء المقاطعات 28 و14 و27 ثم يستمر معقباً الحدود الغربية للمقاطعة 27 حتى نقطة التقاء هذه المقاطعة بالمقاطعتين 8 و12 ويستمر الحد معقباً الحد الفاصل بين المقاطعتين 8 و12 حتى التقاء حدودها بشط العرب ثم يتجه نحو الجنوب ثم الشرق معقباً شط العرب الكبير حتى يصل نقطة التقاء المقاطعة 1 بشط العرب حيث يسير الحد نحو الشمال معقباً حدود المقاطعة 1 حتى يصل نقطة التقاء هذه المقاطعة بالحدود العراقية الايرانية ومن هذه النقطة يسير الحد نحو الشرق ثم الشمال معقباً الحدود الدولية بين العراق وايران حتى يصل نقطة التقاء المقاطعتين 28 و26 بالحدود الايرانية العراقية وهي النقطة التي بدأ منها الوصف.

## إلغاء الناحية
في شهر آب سنة 2021 باشر فريق من الأمم المتحدة لإزالة ألغام قضاء شط العرب المشتمل على ناحية عتبة لتشجيع أصحابها للعودة إليها والعمل، وفي 16 آذار سنة 2024، قال معاون محافظ البصرة لشؤون البلدية والبلديات حسن النجار "إن هذه الناحية تعرضت لحيف كبير منذ اندلاع الحرب العراقية الإيرانية عام 1980 مما أدى إلى إلغائها كناحية وتهجير أهلها داخل وخارج المحافظة، الحكومة المحلية عمدت إلى استعادتها كوحدة إدارية بمستوى ناحية من خلال تشكيل لجنة برئاسة النجار وكان من متطلبات ذلك العثور على خرائط مقاطعات البوارين وكوت سوادي والأكوات ومزارع الأكوات والبور والدعيجي والتي تعتبر أهم خطوات استعادة الناحية إدارياً. وفي شهر تموز سنة 2024 اجتمع حسن النجار مع لجنة ناحية عتبة وقائم مقام شط العرب وممثلي دائرة التسجيل العقاري والتخطيط العمراني ومديرية الزراعة ودائرة شؤون الألغام لمناقشة التوصيات النهائية للناحية وذكر حسن النجار أن التوصيات سوف تعرض على محافظ البصرة لمناقشتها في مجلس الوزراء لإعادة الناحية وتمكين عودة أهلها المهجرين منذ 44 سنة. وفي آذار سنة 2025 قال النائب الإداري لمحافظ البصرة، ماهر العامري "تبذل الحكومة المحلية جهودًا كبيرة لإعادة الحياة إلى الناحية".

## وصلات خارجية
- البصرة - ناحية عتبة بن غزوان في البصرة تعاني من الأهمال والأندثار